# Музична освіта
Музи́чна осві́та — процес засвоєння знань, вмінь та навичок, необхідних для музичної діяльності, а також сукупність знань і пов'язаних з ними вмінь та  навичок, отриманих у результаті навчання. Під музичною освітою нерідко розуміють і саму систему організації музичного навчання. Основний шлях одержання музичної освіти — підготовка під керівництвом педагога, найчастіше в навчальному закладі.
Важливу роль може грати й самоосвіта, а також засвоєння знань та умінь у процесі професійної музичної
практики або участі в самодіяльному музикуванні. Розрізняють загальну музичну освіту, яка дає знання, уміння й навички в обсязі, потрібному для аматорської діяльності або тільки для сприйняття музики, і фахову музичну освіту, яка готує до професійної роботи (композиторської, виконавської, наукової, педагогічної).

## Музична освіта у стародавню епоху
На ранніх етапах розвитку людського суспільства, коли не було особливої функції музиканта й всі
члени родового колективу самі створювали примітивні музичні дійства й самі ж їх і виконували, музичним навичкам, очевидно, спеціально не навчали, і вони засвоювалися молодшими від старших.
Надалі музично-магічні функції брали на себе шамани й вожді племен, поклавши цим початок виділенню
в наступні часи синкретичних мистецтв, професії, у якій музикант був одночасно танцівником, і творцем текстів.
Коли ж художня культура досягла вищого рівня, виникла необхідність у спеціальному навчанні. Про це, зокрема, свідчать факти з життя інків Північної Америки до її колонізації європейцями: у гірських жителів цих країв існувала плата за навчання новим пісням (з голосу); стародавні мешканці Мексики влаштовували музично-освітні установами — навчання пісням-танцям, а стародавні перуанці навчали співучій речитації епічних сказань. Приблизно на той час, коли в цивілізаціях стародавнього світу починає виразно розділятися ритуально-культова, двірська, воєнна і народна музика й коли формуються різні типи музикантів, що стоять на різних соціальних щаблях, відносяться перші розрізнені відомості про музичну освіту.
Найстарші з них стосуються Єгипту, де до кінця періоду Давнього царства (бл. 2500 до н. е.) придворні співачки проходили спеціальне навчання, а згодом, у період XII династії Середнього царства (2000—1785), жерці, судячи зі збережених зображень, виступали в ролі вчителів, що навчали співати під акомпанемент цитри, ударів і притупування. Вважається, що Мемфіс був протягом довгого періоду осередком шкіл, у яких вивчали культову й світську музику.
У Стародавньому Китаї в 11-3 ст. до н. е. в епоху Чжоу музичною освітою займалося окреме відомство під спостереженням імператора.
Греція була однією з перших країн, де музиці надавалося велике соціально-політичне та виховне значення. Найдавніші відомості щодо музичної хлопців вільних станів стосуються островів Крит та Лесбос. На Лесобсі утворилася школа кифаредів на чолі з Терпандром, що заклала основи мистецтва професійної кіфаристики, тобто вміння речитативно вимовляти текст, співати й акомпанувати. У Спарті хоровий спів уважався необхідною складовою навчання юнаків, які періодично повинні були виступати на святах. В Афінах у процесі т.зв. мусичного виховання хлопчики навчалися серед інших предметів і музиці, причому викладання було тісно пов'язане із засвоєнням творів грецької літератури й дидактичної поезії. Помітний вплив на музичне навчання в Греції зробили музично-естетичні і педагогічні погляди Платона й Аристотеля. Платон вважав, що «мусична освіта» має буи доступною для кожного, а питання про музикальність чи немузикальність учня стояти не повинно.

## Музична освіта у середньовіччі
У роки раннього й класичного середньовіччя музична культура створювалася діячами, що стояли на різних щаблях соціальної ієрархії: музикантами-теоретиками й музикантами-практиками (канторами й інструменталістами, у першу чергу органістами), пов'язаними із церквою й культовою музикою, труверами, трубадурами й мінезінгерами, двірськими музикантами, бардами-сказителями й ін. Ці різні, нерідко й антагоністичні, групи музикантів-професіоналів опановували знаннями й умінням по-різному: одні — у співацьких школах (головним чином при монастирях і кафедральних соборах), а починаючи з 13 в. й в університетах, інші — в умовах музичного цехового навчання й у практиці безпосередньої передачі традицій від майстра до учнів.
Музика вивчалася, поряд із грецькою і латинською мовами та арифметикою. Основними осередками професійної музичної освіти були монастирські, а трохи пізніше й кафедральні співацькі школи. Однією з найважливіших була «Скола канторум» при папському дворі в Римі (заснована близько 600, реорганізована в 1484), що послужила зразком для навчальних закладів аналогічного типу у містах Західної Європи. Методи навчання хорового співу спиралися на засвоєння наспівів по слуху. Вчитель користувався при цьому способами хейрономії: рух голосу нагору й униз вказувався умовними рухами руки й пальців. Засвоєнню теоретичного матеріалу сприяли рукописні посібники, зазвичай у вигляді діалогів між учителем й учнем. Як і в античності, монохорд служив для пояснення інтервалів між звуками.
Приблизно з 10 ст. монастирські школи зосереджують увагу головним чином на практиці церковного співу й втрачають інтерес до музично-теоретичної освіти. Натомість ініціатива в області розвитку музичної освіти переходить до кафедральних шкіл, а одним з провідних освітніх закладів цього типу стала школа при кафедральному соборі Нотр-Дам (Париж), що послужив прототипом майбутніх метриз.
У кінці 12 ст. у Парижі виникла «університетська корпорація» магістрів і студентів, що поклала початок Паризькому університету (заснований 1215), де на факультеті мистецтв поряд вивчалася в рамках «семи вільних мистецтв» і музика. В 12-14 століттях університети, в яких вивчалася музична наука, виникали й в інших західно-європейських містах: у Кембриджі (1129), Оксфорді (1163), Празі (1348), Кракові (1364), Відні (1365). Гейдсельберзі (1386). У деяких із них музично-теоретичні іспити були обов'язковими для здобуття ступеня бакалавра й магістра. Найвидатнішим університетським педагогом-музикантом цієї епохи був І. Муріс, вивчення праць якого ще протягом довгого часу вважалося обов'язковим в європейських університетах.

## Музична освіта в епоху Відродження і Просвітництва
В епоху Ренесансу передові музичні діячі виступають проти схоластики в теорії музики й у музичному навчанні, бачать сенс занять музикою в практичному музикуванні (у створенні музики й виконавстві), роблять спроби погодити теорію й практикою в засвоєнні музичних знань і придбанні вмінь, шукають у самій музиці й у музичному навчанні можливість сполучати естетичні й етичні моменти (принцип, запозичений з античної естетики). Про цю загальну лінію музичної педагогіки свідчить і практична спрямованість ряду навчальних книг, опублікованих у кін. 15 — поч. 16 ст.
Розвитку музичної освіти сприяла й гнучкіша система нотного запису, що сформувалася в епоху Відродження, а також винайдення нотодрукування. Реформована музична писемність і друкована публікація музичних записів і книг з нотними прикладами полегшувала музичне навчання й передачу музичного досвіду з покоління в покоління. Зусилля музичної педагогіки були спрямовані на формування освіченого музиканта-практика, який з дитячих років удосконалювався в хоровому співі, грі на органі й інших музичних інструментах, у музичній теорії й мистецтві складати музику і надалі продовжував займатися різноманітною професійною діяльністю.

## Музична освіта в Україні
Україна успадкувала трирівневу систему музичної освіти з часів СРСР. У 1991-2014 роках в Україні діяли 5 вищих навчальних закладів - консерваторії (з часом перейменовані в "музичні академії") у Львові (з 1858), Одесі (з 1913), Києві (з 1913), Харкові (з 1917), Донецьку (з 1991) і Дніпрі (з 2006), 33 музичні училища і більше 1000 музичних шкіл та шкіл мистецтв. 
Після освітньої реформи 2014 року музичні академії отримали статус закладів вищої освіти IV рівня акредитації, Дніпропетровська консерваторія та Київське музичне училище - III рівня акредитації, інші музичні училища отримали - І-ІІ рівня акредитації й зазнали перейменувань у коледжі (Київське училище, як і Дніпропетровська консерваторія - в академію). Одночасно Україна втратила навчальні заклади на окупованих територіях, колективи яких частково були евакуйовані до Києва, а частково продовжили роботу під керівництвом окупаційних адміністрацій. Музичні ЗВО IV рівня акредитації знаходяться у сфері управління Міністерства культури (з 2020 - МКІП), натомість інші заклади - у сфері управління місцевих органів влади.    
При цьому кількість студентів у музичних училищах в період з 1993 по 2013 роки зменшилась удвічі, внаслідок чого окремі музичні училища в 1997 році були об’єднані з училищами культури. Також спостерігається тенденція до зменшення музичних шкіл. Ці процеси надихають чиновників Міністерства культури до реформування галузі, що не знаходить, однак, підтримки серед викладачів мистецьких навчальних закладів